# John Owen (engenheiro)
John Owen (Cambridge, 30 de março de 1972), é um engenheiro britânico. Ele é atualmente o projetista-chefe da equipe de Fórmula 1 da Mercedes.

## Carreira
Owen começou sua carreira no automobilismo em Brackley em 2001, trabalhando como aerodinamicista para a fabricante de chassis Reynard Motorsport. Um ano depois, ele se mudou para Hinwil, Suíça, para trabalhar para a equipe Sauber. Em 2004, ele foi promovido a aerodinamicista sênior da equipe suíça. Três anos depois, ele voltou a Brackley como principal aerodinamicista da equipe de Fórmula 1 da Honda, ele permaneceu nessa equipe após ela ser transformada na Brawn GP. Em 2010, Owen foi promovido a projetista-chefe da equipe da Mercedes. Atualmente, ele lidera a equipe de engenharia da Mercedes, mas em  abril de 2023, Owen foi removido da gestão administrativa relacionada ao design do carro, uma necessidade que surgiu devido ao teto de gastos da Fórmula 1. Owen foi parte integrante da criação do DAS (Dual Axis Steering).